# 伊藤野枝
伊藤野枝（1895年1月21日—1923年9月6日）是日本无政府主义者、婦女解放運動家、評論家與作家，出生於日本福岡縣。1923年於關東大地震後的混亂時期，與夫大杉榮及年僅6歲的外甥橘宗一被大日本帝國陸軍甘粕正彦所帶領的憲兵隊所逮捕並殺害後丟棄在古井裡，得年28歲。